# The Myth of Persecution
The Myth of Persecution: How Early Christians Invented a Story of Martyrdom (Mitul persecuției: cum creștinii primari au inventat povestea martirajului) este o carte din anul 2013 de Candida Moss, profesor universitar de Noul Testament și creștinism primar la University of Notre Dame. Teza lui Moss este că ideea tradițională a „epocii martirilor”, în care creștinii ar fi suferit persecuții din partea autorităților romane și ar fi trăit cu frica de a fi aruncați la lei, este în mare parte imaginară. Nu au existat niciodată persecuții viguroase țintite de autoritățile Imperiului Roman asupra creștinilor. Persecutarea oficială a creștinilor de către Împărat a durat cel mult doisprezece ani ai primilor trei sute de ani ai istoriei Bisericii. Cele mai multe povestiri despre martiri individuali sunt pure scorneli și chiar cele mai vechi și mai corecte din punct de vedere istoric povestiri despre martiri și suferințele lor au fost corupte și rescrise de către editori ulteriori, astfel încât este imposibil să mai știm cu certitudine ceva despre ceea ce martirii au gândit, făcut sau spus.

## Cuprins

### Martirii dinaintea creștinismului
Cartea explică originea cuvântului grecesc „martir” și cum a ajuns el să fie folosit de către creștini pentru a desemna pe cineva care l-a mărturisit pe Hristos prin moartea proprie.:26–27
Moss afirmă că tradiția creștină afirma că nu ar fi existat martiri în epocile pre-creștine. Ea arată că au fost exemple de martiri anteriori printre evrei, greci și romani, dar nu fuseseră denumiți cu acest termen.:52 Citând moartea lui Socrate și pe cea a bătrânului învățător evreu Eleazar, Moss susține că acestea au influențat puternic narațiunile despre martirii creștini, până acolo încât „creștinii și-au adaptat ideile despre martiriu și uneori chiar istorisirile lor” [cursive în original] „după autori antici evrei și păgâni.”:80

### Istoricitate
Teza centrală a cărții este că scrierile antice despre martiri și martiriu nu sunt relatări de încredere ale evenimentelor descrise. Moss caracterizează cele mai multe dintre sursele păstrate până azi, cum ar fi Faptele martirilor, drept „elaborate, ornamentate, distractive și departe de adevăr”.:87 Moss a găsit de asemenea similitudini între evenimentele relatate și romanele grecești de dragoste.:77–78 În cartea ei, Moss a examinat cele mai vechi și mai pe larg acceptate de a fi cele mai credibile dintre relatările despre martiri: martiriul lui Policarp, Faptele lui Ptolemaeus și Lucius, relatarea judecății și morții lui Iustin Martirul și a companionilor săi, Faptele martirilor sicilitani, istoria Perpetuei și Feliciei și Persecuția din Lyon a episcopului Pothinus, Blandinei și a altor câtorva. Ea afirmă că nu putem pune bază pe aceste surse primare drept izvoare istorice de încredere deoarece ele au fost corupte și rescrise de generațiile ulterioare de creștini.

#### Examinarea surselor primare
În examinarea Martiriului lui Policarp, Moss afirmă că acesta conține „multe coincidențe bizare, evenimente improbabile și ilegalități”. Deși ea nu neagă faptul că Policarp de Smirna a fost într-adevăr martirizat, ea observă că „ne este imposibil să ne imaginăm că Martiriul lui Policarp ar fi o relatare istorică a evenimentelor petrecute în mod real”.:100 Observația ei nu este împărtășită de Paul Foster care crede că exceptând miracolele, niciunul din aceste elemente nu este complet implauzibil.
Moss a examinat torturile și morțile Sfântului Pothinus, Blandinei și ale altora din Istoria bisericească a lui Eusebiu din Cezareea. În timp ce evenimentele au avut loc în Galia în jurul anului 177, autoarea observă că ele izvorăsc dintr-o versiune parțială scrisă după circa două sute de ani de la evenimente.:112 În acest text, Moss observă neconcordanțe între orașele menționate și provinciile Imperiului.:113 Moss afirmă că diverși termeni teologici folosiți în text nu au fost atestați înaintea secolului al III-lea. Moss observă că scrisoarea începe prin a afirma că evenimentele sunt „demne de amintire nemuritoare” și observă că această frază a fost de asemenea folosită de Eusebiu atât în Istoria bisericească, cât și Martirii palestinieni.:113 Conform lui Moss, aceste lucruri indică faptul că scrisoarea fusese editată de Eusebiu și că este prin urmare imposibil de deosebit care părți ale ei sunt istorice și care părți au fost adăugate de el în scopuri teologice.:114

### Durata
Conform lui Moss, deși guvernatorii provinciali din Imperiul Roman aveau mari puteri discreționare și puterea de a face ceea ce ei credeau că ar fi necesar în jurisdicția proprie și că au existat într-adevăr incidente sporadice de persecuție și de violențe de masă contra creștinilor, pentru cea mai mare parte a primilor trei sute de ani ai istoriei creștine creștinii puteau trăi liniștiți, își puteau practica meseriile și puteau fi promovați în poziții de răspundere. „Din cei aproape trei sute de ani putem vorbi de mai puțin de zece de-a lungul cărora creștinii au fost executați ca urmare a inițiativelor imperiale.”:129 Conform Enciclopediei Catolice din 1913 „din cei 249 de ani de la prima persecuție sub domnia lui Nero (64) până în anul 313, când Constantin a inaugurat pacea durabilă, s-a calculat că au suferit creștinii persecuții timp de 129 de ani și s-au bucurat de oarecare toleranță timp de circa 120 de ani.”

### Motivele persecuțiilor
Moss susține că romanii interpretau refuzul de a arde tămâie și de a aduce sacrificii imaginii împăratului drept răzvrătire și drept semn al unei posibile trădări. Pe ei nu-i interesau dogmele religioase, ci rebeliunea politică.:174

### Răsplăți pentru martiri
Moss descrie învățăturile Bisericii conform cărora, odată morți, toți oamenii vor aștepta Ziua Judecății spre hotărârea sorții lor eterne - cu excepția martirilor, care erau încununați cu coroana martirilor și se duceau imediat în rai.:209 Din acest motiv unii creștinii căutau martiriul într-o râvnă suicidară pentru coroana de martir.:212

### Concluzii
Autoarea susține că au existat consecințe ale promovării unui astfel de „mit”, consecințe care influențează chiar zilele noastre. Deși ea acceptă că au existat cazuri autentice de martiriu și de persecuții de stat contra creștinilor, autoarea susține că ideea de biserică persecutată a fost puternic exagerată, în special de către istoricul bisericii primare Eusebiu.:217–233 Autoarea conchide că ideea conform căreia creștinii au fost mereu persecutați de către puterile răului și vor fi persecutați mereu de către ele a condus la atitudini combative și agresive printre creștini până în ziua de azi. Asta este exemplificat, după Moss, în dezbaterile privind avortul și căsătoriile homosexuale.:249–256
„De la început trebuie să subliniez că opoziția organizată față de creștini a provenit, în cea mai mare parte, din incidente izolate. Biserica nu a suferit persecuții violente perene. Ideea că creștinismul era o religie ilegală, sub supraveghere constantă de către aparatul de stat, care a provocat martiriu multor mii de credincioși, forțând biserica subterană în catacombele romane - toate acestea sunt mai mult lucruri din filmele de la Hollywood decât din istorie. Creștinismul nu a fost declarat ilegal în Imperiu înainte de mijlocul secolului al III-lea. Nu au existat legi sau decrete la nivelul întregului imperiu emise de autoritățile centrale din Roma care să interzică credința. De regulă creștinii nu s-au ascuns. În cea mai mare parte, au trăit o viață perfect normală în mijlocul altor religii. Ideea este: catacombele nu erau locuri de întâlnire pentru creștinii forțați să se adune într-o celulă clandestină de teama persecuției violente. Persecuția în sine a fost rară și au fost relativ puține victime.”—Bart Ehrman

## Recepția
Laura Miller, scriind pentru website-ul Salon, a trecut în revistă The Myth of Persecution. Ea a afirmat că „Moss nu poate fi numită scriitor natural sau fluent, dar este metodică, urmărește claritatea și este autentic motivată de preocuparea ei referitoare la influența acestui mit al martiriului asupra societăților occidentale.”
În The National Catholic Reporter, Maureen Daly a afirmat: „În primele pagini ale The Myth of Persecution, am avut senzația că aș fi picat peste o ceartă deja aprinsă... Moss, cercetătoare academică a bisericii primare și a martirilor, susține că persecuțiile erau rare și de scurtă durată. De ce contează asta? « Mitul martiriului creștin nu este doar neadevărat, ci a contribuit la mari violențe și continuă să susțină o viziune asupra lumii în care ne simțim atacați de către semenii noștri», scrie ea”.
Ephraim Radner, un teolog și istoric, autor al First Things, a trecut cartea în revistă. El a scris „conform criteriilor lui Moss... Regula pare a fi de a citi cu scepticism scrierile din trecut, dar să nu ne îndoim de imaginația cercetătorilor academici de azi. Întreaga carte pledează pentru cea din urmă presupunere. Cum a redat ea capitolele despre necinste și pericolele aserțiunilor de «persecuție» făcute de voci ale politicienilor conservatori contemporani și ale liderilor religioși vădește cu ușurință părtinirea ei.”
Kirkus Review a afirmat „Mitul martiriului — și așteptările de recompense enorme în ceruri — au strâns laolaltă identitatea de grup a creștinilor primari, care presupunea ideea de a fi «supuși atacurilor» și justifica reacțiile violente. Deși niciunul din argumentele prezentate de Moss nu sunt suficient de noi sau de șocante, ea oferă o întreprindere stimulantă care cere mai multă cercetare și concentrare.”
În trecerea sa în revistă N. Clayton Croy a afirmat: „Ideologia modernă călăuzește teza lui Moss mai mult decât mărturiile antice, iar rezultatul este distorsionarea istoriei mai severă decât în caricatura pe care ea ar vrea s-o dea în vileag.”

## Treceri în revistă
- Trueman, Carl (27 iunie 2013). „The Myth of Persecution”. Aquila Report.
- Radner, Ephraim (mai 2013). „Unmythical Martyrs A review of The Myth of Persecution: How Early Christians Invented a Story of Martyrdom”. First Things.
- Jones, E. Michael (septembrie 2013). „Made-up Martyrs”. Culture Wars.
- Neff, David (august 2013). „Real Martyrs Don't Murder”. Christianity Today.
- Croy, N. Clayton (3 octombrie 2013). „Review of Candida Moss, The Myth of Persecution: How Early Christians Invented a Story of Martyrdom”. Review of Biblical Literature. Accesat în 5 octombrie 2013.
- „The Death of Jesus and the Rise of the Christian Persecution Myth - review”. The Daily Beast. 31 martie 2013.
- Miller, Laura (24 februarie 2013). „"The Myth of Persecution": Early Christians weren't persecuted”. Salon.
- Daly, Maureen (27 martie 2013). „The long shadow of the martyr myth”. National Catholic Reporter. Arhivat din original la 13 iunie 2016. Accesat în 16 mai 2017.
- Blake, John (30 martie 2013). „Christ was persecuted, but what about Christians?”. CNN Belief Blog. Arhivat din original la 2 mai 2018. Accesat în 16 mai 2017.
- „THE MYTH OF PERSECUTION How Early Christians Invented a Story of Persecution”. Kirkus Reviews. 26 noiembrie 2012.